# New Deal
New Deal (v slovenščini prevedeno kot Novi dogovor) je bil niz programov, projektov javnih del, finančnih reform in predpisov, ki jih je sprejel ameriški predsednik Franklin Delano Roosevelt v Združenih državah Amerike med letoma 1933 in 1939. Glavni zvezni programi in agencije so vključevali Civilni konservacijski korpus (CCC), Civilno delavno administracijo (CWA), Upravo za varnost kmetije (FSA), Zakon o nacionalni oživitvi industrije iz leta 1933 (NIRA) in Upravo za socialno delo (SSA). V programu so podpirali kmete, brezposelne, mlade in starejše. New Deal je vključeval nove omejitve in zaščitne ukrepe za bančno industrijo ter prizadevanja za ponovno rast gospodarstva po močnem upadu cen. Programi New Deala so vključevali tako zakone, ki jih je sprejel ameriški kongres, kot tudi predsedniške izvršilne odredbe v prvem mandatu predsedovanja Franklina D. Roosevelta.
Programi so se osredotočali na to, kar zgodovinarji imenujejo »3 R«: pomoč brezposelnim in revnim, prizadevanje za ponovno rast gospodarstva na normalno raven in reformo finančnega sistema za preprečitev ponovne gospodarske krize. New Deal je povzročil politično prerazporeditev, tako da je demokratska stranka dobila večino. Republikanci so bili razdeljeni, napredni republikanci so program podpirali, medtem ko so mu konservativci nasprotovali in ga označevali za sovražnega do poslovanja in gospodarske rasti.